# Hárshegyi homokkő
A hárshegyi homokkő a korai oligocén időszakban képződött, sekélytengeri (litorális, illetve sekély szublitorális, alsó részén csökkent sósvízi, lagunáris) üledékes kőzet.

## Elterjedése
Általánosan elterjedt a Dunazug-hegységben:
- Budai-hegység,
- Pilis,
- Esztergomi-medence,
- Duna-balparti rögök.

## Jellemzői
Túlnyomó többsége durvahomokkő, amit finomhomokkő, konglomerátum és tűzálló agyag rétegek betelepülései tagolnak.
Kötőanyaga utólagos hidrotermális hatásra kialakult kova, kalcedon, ritkábban barit.
Helyenként barnakőszén telepet is tartalmaz; ez az úgynevezett Esztergomi Kőszén Tagozat. Alsó, illetve felső részén a homokkő kaolinites.
Teljes rétegvastagsága többnyire 20–200 m.